# Pheidole lucida
Pheidole lucida är en myrart som beskrevs av Auguste-Henri Forel 1895. Pheidole lucida ingår i släktet Pheidole och familjen myror. Inga underarter finns listade i Catalogue of Life.

## Bildgalleri

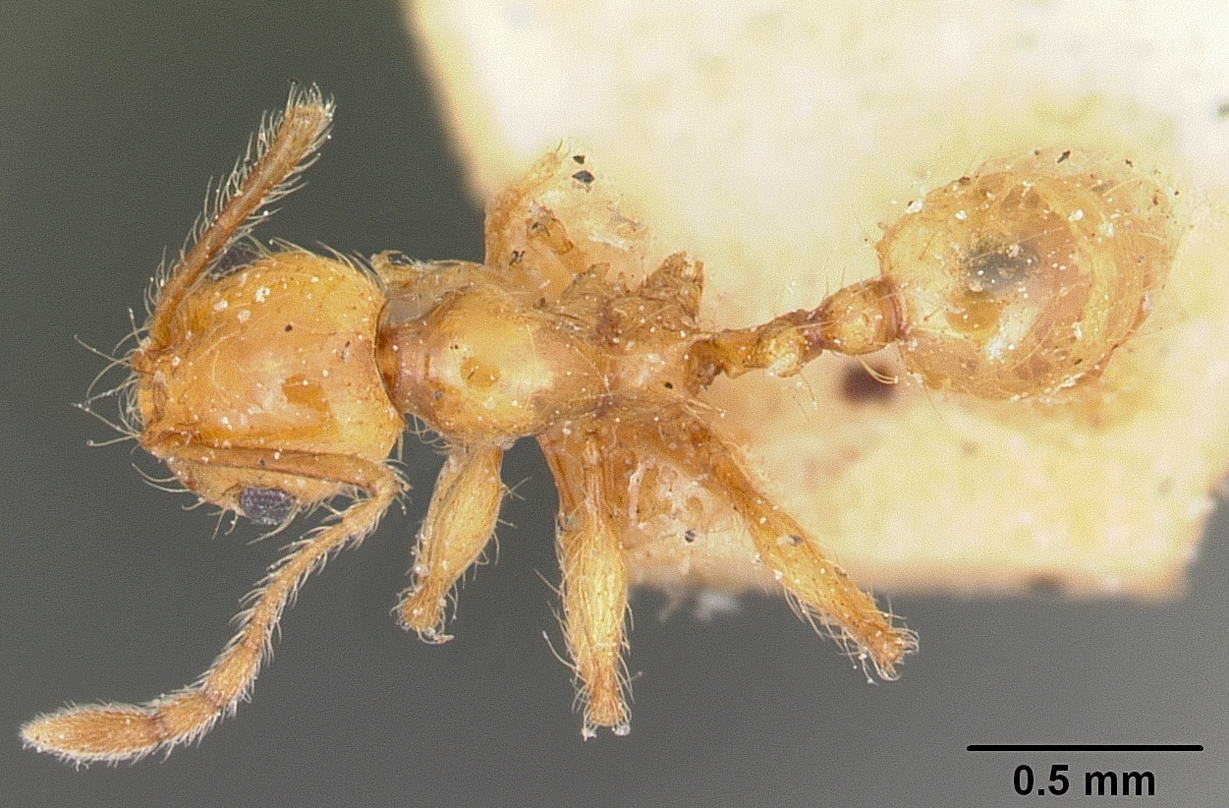
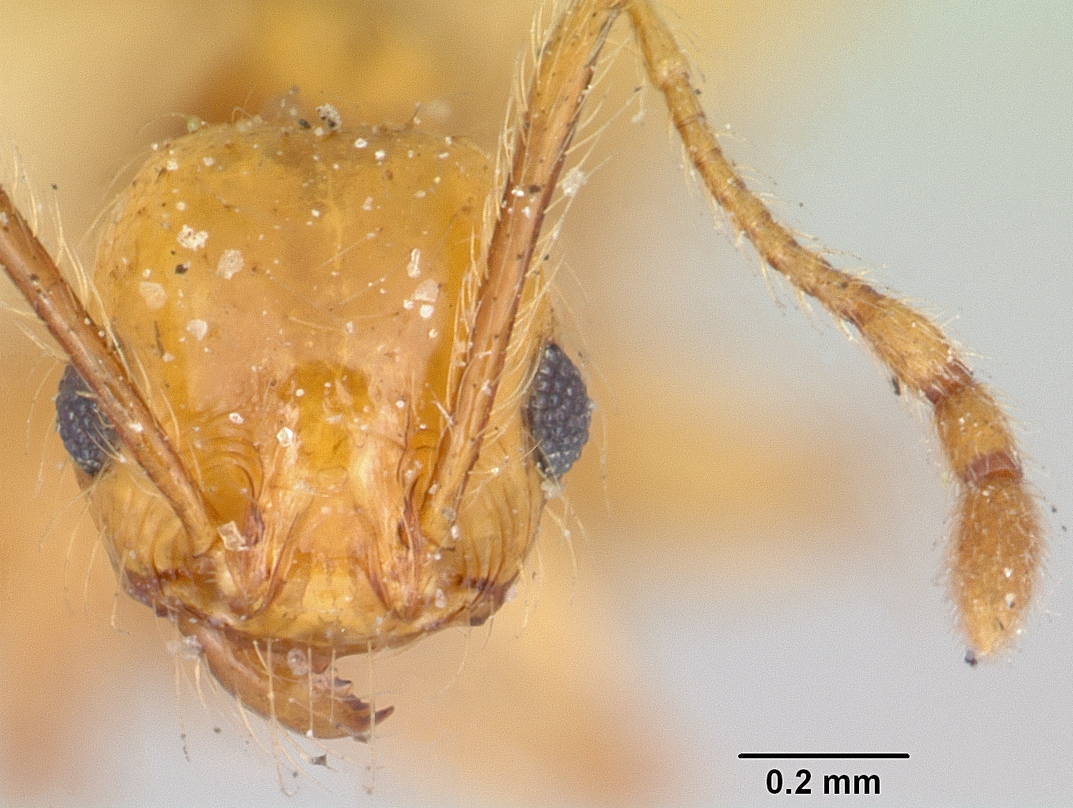
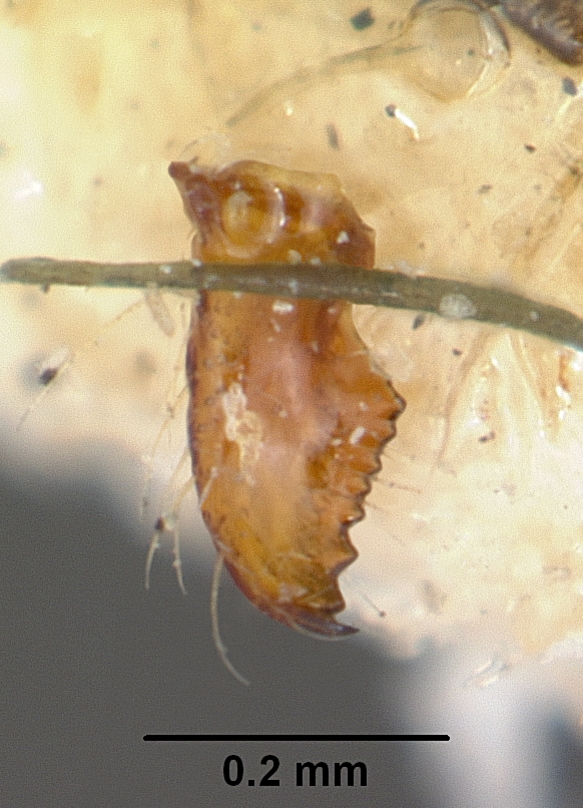
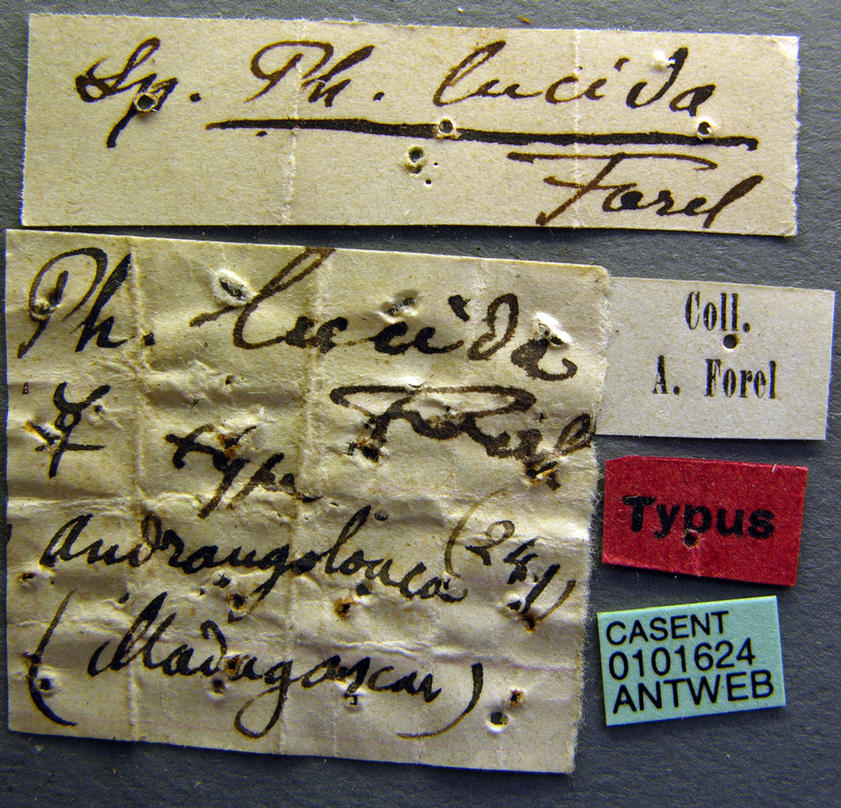
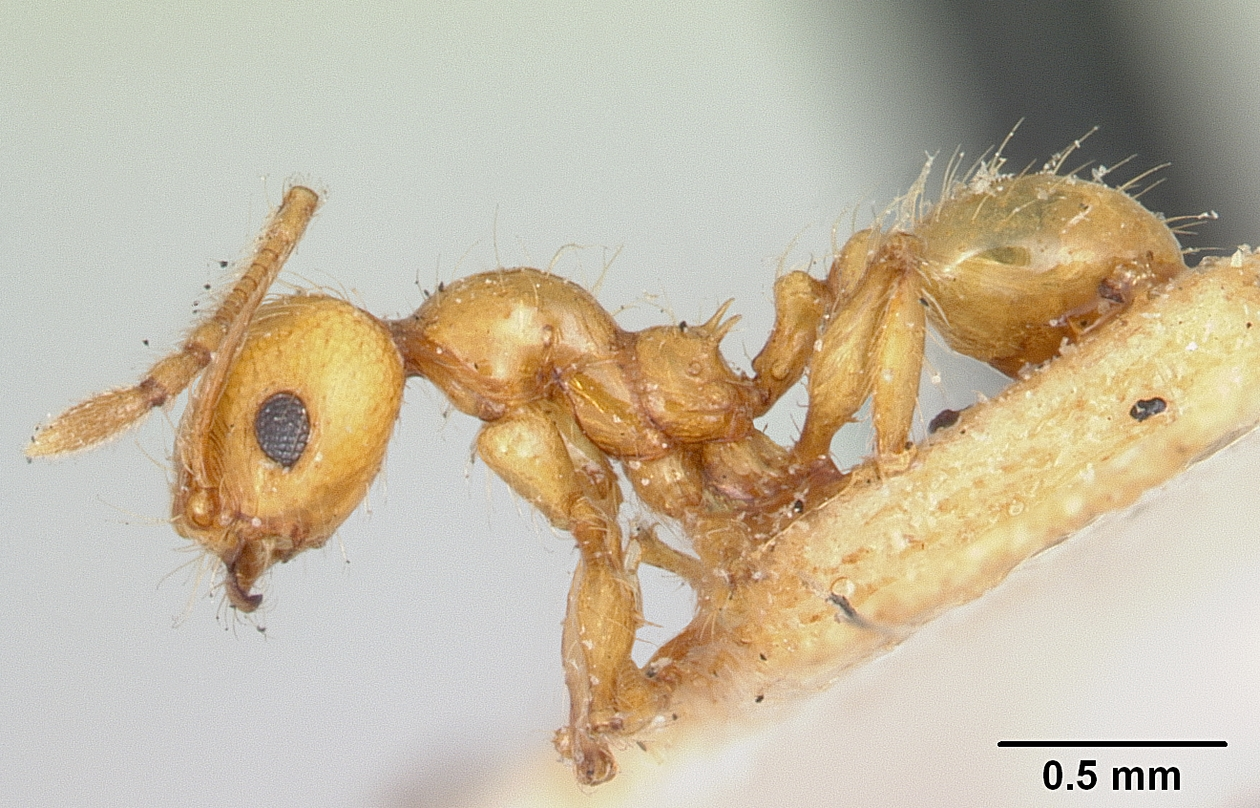